# Fogarasi
A Fogarasi régi magyar családnév, amely a származási helyre utalhat: Fogarasföld (Erdély egykori közigazgatási területe), Fogaras vármegye (egykori közigazgatás terület), Fogaras (település, Románia, korábban Fogaras vármegye).

## Híres Fogarasi nevű személyek
Fogarasi
- Fogarasi Béla (1891–1959) filozófus, egyetemi tanár
- Fogarasi Ferenc (17. század) református lelkész
- Fogarasi Gergely (1977) alkotóművész
- Fogarasi István (1944–2008) magyar gyártásvezető, producer
- Fogarasi István (18. század) jogász
- Fogarasi István (17. század) református lelkész
- Fogarasi István (1800–1878) református pap
- Fogarasi János (1801–1878) magyar nyelvtudós, jogász, zeneszerző
- Ifj. Fogarasi László magyar zenész
- Fogarasi Mátyás (17. század) filozófiai író
- Fogarasi Sámuel (?–1724) orvos
- Fogarasi Pap József (1744–1784) bölcsészdoktor, református főiskolai
- Fogarasi Pap Máté (18. század) református lelkész, költő
- Rüsz-Fogarasi Enikő (1966) történész

Fogarassy
- Fogarassy János (1784–1834) lembergi tiszteletbeli kanonok

Fogarasy
- Fogarasy Antal (18. század) katolikus pap
- Fogarasy Gábor (1815–1885) tanár
- Fogarasy Mihály (1800–1882) erdélyi katolikus püspök